# Nototriton stuarti
Nototriton stuarti es una especie de salamandras en la familia Plethodontidae.
Es endémica del departamento de Izabal, en Guatemala.
Su hábitat natural son bosques húmedos tropicales o subtropicales a baja altitud.